# Спутниковая связь
Спу́тниковая свя́зь — вид космической радиосвязи, основанный на использовании в качестве ретрансляторов искусственных спутников, как правило специализированных спутников связи. Спутниковая связь осуществляется между так называемыми земными станциями, которые могут быть как стационарными, так и подвижными.
Спутниковая связь является развитием традиционной радиорелейной связи путём вынесения ретранслятора на очень большую высоту. Так как максимальная зона его видимости в этом случае — почти половина Земного шара, то необходимость в цепочке ретрансляторов отпадает — в большинстве случаев достаточно и одного.

## История
В 1945 году в статье «Внеземные ретрансляторы» («Extra-terrestrial Relays»), опубликованной в октябрьском номере журнала Wireless World, английский учёный, писатель и изобретатель Артур Кларк предложил идею создания системы спутников связи на геостационарных орбитах, которые позволили бы организовать глобальную систему связи. Впоследствии Кларк на вопрос, почему он не запатентовал изобретение (что было вполне возможно), отвечал, что не верил в возможность реализации подобной системы при своей жизни, а также считал, что подобная идея должна приносить пользу всему человечеству.
Первые исследования в области гражданской спутниковой связи в западных странах начали появляться во второй половине 1950-х годов. В США толчком к ним послужили возросшие потребности в трансатлантической телефонной связи.
В 1957 году в СССР был запущен первый искусственный спутник Земли с радиоаппаратурой на борту.
Первый в мире спутник связи с пассивным отражателем, спутник SCORE, был запущен в США 18 декабря 1958 года, он проработал на орбите лишь чуть более месяца. 
12 августа 1960 года специалистами США был выведен на орбиту высотой 1500 км надувной шар. Этот космический аппарат назывался «Эхо-1». Его металлизированная оболочка диаметром 30 м выполняла функции пассивного ретранслятора. 4 октября 1960 года на орбиту вышел первый активный спутник связи Курьер-1Б, а 10 июля 1962 года был выведен на орбиту спутник связи «Телстар», который обеспечивал двустороннюю телефонную связь по 60 каналам или трансляцию одной телевизионной программы.
20 августа 1964 года 11 стран (СССР в их число не вошёл) подписали соглашение о создании международной организации спутниковой связи Intelsat (International Telecommunications Satellite organization). В СССР к тому времени была собственная развитая программа спутниковой связи, увенчавшаяся 23 апреля 1965 года успешным запуском связного советского спутника Молния-1.
6 апреля 1965 года в рамках программы Intelsat был запущен первый коммерческий спутник связи Early Bird («ранняя пташка»), произведённый корпорацией COMSAT, обладая полосой пропускания 50 МГц, он мог обеспечивать до 240 телефонных каналов связи. В каждый конкретный момент времени связь могла осуществляться между земной станцией в США и только одной из трёх земных станций в Европе (в Великобритании, Франции или Германии), которые были соединены между собой кабельными линиями связи.
Спутник Intelsat IX уже обладал полосой пропускания 3456 МГц.
В СССР долгое время спутниковая связь развивались только в интересах Министерства обороны СССР. В силу большей закрытости космической программы развитие спутниковой связи в социалистических странах шло иначе, чем в западных странах. Развитие гражданской спутниковой связи началось соглашением между 9 странами социалистического блока о создании системы связи «Интерспутник», которое было подписано только в 1971 году.

## Спутниковые ретрансляторы
В первые годы исследований использовались пассивные спутниковые ретрансляторы (примеры — спутники «Эхо» и «Эхо-2»), которые представляли собой простой отражатель радиосигнала (часто — металлическая или полимерная сфера с металлическим напылением), не несущий на борту какого-либо приёмопередающего оборудования. Такие спутники не получили распространения. Все современные спутники связи являются активными. Активные ретрансляторы оборудованы электронной аппаратурой для приема, обработки, усиления и ретрансляции сигнала.
Спутниковые ретрансляторы могут быть нерегенеративными и регенеративными. Нерегенеративный спутник, приняв сигнал от одной земной станции, переносит его на другую частоту, усиливает и передает другой земной станции. Спутник может использовать несколько независимых каналов, осуществляющих эти операции, каждый из которых работает с определённой частью спектра (эти каналы обработки называются транспондерами).
Регенеративный спутник дополнительно производит демодуляцию принятого сигнала и заново модулирует его. Благодаря этому исправление накапливающихся в процессе передачи ошибок производится дважды: на спутнике и на приёмной земной станции. Недостаток этого метода — сложность (а значит, гораздо более высокая цена спутника), а также увеличенная задержка передачи сигнала.

## Орбиты спутниковых ретрансляторов
Орбиты, на которых размещаются спутниковые ретрансляторы, подразделяют на три класса:
- экваториальные,
- наклонные,
- полярные.

Важной разновидностью экваториальной орбиты является геостационарная орбита, на которой спутник вращается с угловой скоростью, равной угловой скорости Земли, в направлении, совпадающем с направлением вращения Земли. Очевидным преимуществом геостационарной орбиты является то, что приёмник в зоне обслуживания «видит» спутник постоянно практически в одной и той же точке.
Однако геостационарная орбита одна, и ёмкость её, определяемая длиной окружности орбиты, поделённой на размеры спутников с учётом «интервалов безопасности» между ними, конечна. Поэтому все спутники, которые хотелось бы, вывести на неё невозможно. Другим её недостатком является большая высота (35 786 км), а значит, и большая цена вывода спутника на орбиту. Большая высота геостационарной орбиты приводит также к большим задержкам передачи информации (время прохождения сигнала от одной наземной станции до другой через геостационарный спутник даже теоретически не может быть менее 240 мс (две высоты орбиты, деленные на скорость света). Кроме того, плотность потока мощности у земной поверхности в точке приема сигнала падает по направлению от экватора к полюсам из-за меньшего угла наклона вектора электромагнитной энергии к земной поверхности, а также из-за увеличивающегося пути прохождения сигнала через атмосферу и связанного с этим поглощения. Поэтому спутник на геостационарной орбите практически не способен обслуживать земные станции в приполярных областях.
Наклонная орбита позволяет решить эти проблемы, однако, из-за перемещения спутника относительно наземного наблюдателя необходимо запускать не меньше трёх спутников на одну орбиту, чтобы обеспечить круглосуточный доступ к связи.
Полярная орбита — это предельный случай наклонной орбиты (с наклонением 90º).
При использовании наклонных орбит земные станции оборудуются системами слежения, осуществляющими наведение антенны на спутник и его сопровождение.
Современные спутники, работающие на геостационарной орбите, имеют достаточно высокую точность удержания в заданной точке (как правило, не хуже 0.1 градуса по долготе и наклонению); сопровождение приёмной антенной геостационарного спутника становится необходимым, только если ширина диаграммы направленности антенны сравнима с колебаниями спутника вокруг точки стояния. Например, для Ku-диапазона — это антенны диаметром более 5 метров. Для меньшего размера достаточно один раз навести антенну в точку стояния спутника. Однако сопровождение всё-таки необходимо в случае предаварийного состояния спутника, когда его владельцем по различным причинам не осуществляется (совсем или реже регламентных сроков) процедура удержания спутника в точке стояния.

## Многократное использование частот. Зоны покрытия
Поскольку радиочастотный диапазон является ограниченным ресурсом, необходимо обеспечить возможность использования одних и тех же частот разными земными станциями. Сделать это можно двумя способами:
- пространственное разделение — каждая антенна спутника принимает сигнал только с определённого района земной поверхности, при этом разные районы могут использовать одни и те же частоты,

- поляризационное разделение — различные антенны принимают и передают сигнал с ортогональными поляризациями (для линейной поляризации во взаимно перпендикулярных плоскостях, для круговой соответственно с правосторонним и левосторонним вращением), при этом одни и те же частоты могут применяться два раза (для каждой из поляризаций).

Типичная карта покрытия для спутника, находящегося на геостационарной орбите, включает следующие компоненты:
- глобальный луч — производит связь с земными станциями по всей зоне покрытия, ему выделены частоты, не пересекающиеся с другими лучами этого спутника.

- лучи западной и восточной полусфер — эти лучи поляризованы в плоскости A, причём в западной и восточной полусферах используется один и тот же диапазон частот.

- зонные лучи — поляризованы в плоскости B (перпендикулярной A) и используют те же частоты, что и лучи полусфер. Таким образом, земная станция, расположенная в одной из зон, может использовать также лучи полусфер и глобальный луч.

При этом все частоты (за исключением зарезервированных за глобальным лучом) используются многократно: в западной и восточной полусферах и в каждой из зон.

## Частотные диапазоны
Выбор частоты для передачи данных от земной станции к спутнику и от спутника к земной станции не является произвольным. От частоты зависит, например, поглощение радиоволн в атмосфере, а также необходимые размеры передающей и приёмной антенн. Частоты, на которых происходит передача от земной станции к спутнику, отличаются от частот, используемых для передачи от спутника к земной станции (как правило, первые выше).
Частоты, используемые в спутниковой связи, разделяют на диапазоны, обозначаемые буквами. К сожалению, в различной литературе точные границы диапазонов могут не совпадать. Ориентировочные значения даны в рекомендации ITU-R V.431-6:
| Название диапазона | Частоты (согласно ITU-R V.431-6)                                                                                        | Применение                                            |
| ------------------ | --- | ----------------------------------------------------- |
| L                  | 1,5 ГГц | Подвижная спутниковая связь                           |
| S                  | 2,5 ГГц | Подвижная спутниковая связь                           |
| С                  | 4 ГГц, 6 ГГц | Фиксированная спутниковая связь                       |
| X                  | Для спутниковой связи рекомендациями ITU-R частоты не определены. Для приложений радиолокации указан диапазон 8-12 ГГц. | Фиксированная спутниковая связь                       |
| Ku                 | 11 ГГц, 12 ГГц, 14 ГГц                                                                                                  | Фиксированная спутниковая связь, спутниковое вещание  |
| K                  | 20 ГГц | Фиксированная спутниковая связь, спутниковое вещание  |
| Ka                 | 30 ГГц | Фиксированная спутниковая связь, межспутниковая связь |

Используются и более высокие частоты, но повышение их затруднено высоким поглощением радиоволн этих частот атмосферой.
Ku-диапазон позволяет производить прием сравнительно небольшими антеннами, и поэтому используется в спутниковом телевидении (DVB), несмотря на то, что в этом диапазоне погодные условия оказывают существенное влияние на качество передачи.
Для передачи данных крупными пользователями (организациями) часто применяется C-диапазон. Это обеспечивает более высокое качество приема, но требует довольно больших размеров антенны.

## Модуляция и помехоустойчивое кодирование
Особенностью спутниковых систем связи является необходимость работать в условиях сравнительно малого отношения сигнал/шум, вызванного несколькими факторами:
- значительной удалённостью приёмника от передатчика,
- ограниченной мощностью спутника (невозможностью вести передачу на большой мощности).

В связи с этим спутниковая связь плохо подходит для передачи аналоговых сигналов. Поэтому для передачи речи её предварительно оцифровывают, используя, например, импульсно-кодовую модуляцию (ИКМ).
Для передачи цифровых данных по спутниковому каналу связи они должны быть сначала преобразованы в радиосигнал, занимающий определённый частотный диапазон. Для этого применяется модуляция (цифровая модуляция называется также манипуляцией). Наиболее распространёнными видами цифровой модуляции для приложений спутниковой связи являются фазовая манипуляция и квадратурная амплитудная модуляция. Например, в системах стандарта DVB-S2 применяются QPSK, 8-PSK, 16-APSK и 32-APSK.
Модуляция производится на наземной станции. Модулированный сигнал усиливается, переносится на нужную частоту и поступает на передающую антенну. Спутник принимает сигнал, усиливает, иногда регенерирует, переносит на другую частоту и с помощью определённой передающей антенны транслирует на землю.
Из-за низкой мощности сигнала возникает необходимость в системах исправления ошибок. Для этого применяются различные схемы помехоустойчивого кодирования, чаще всего различные варианты свёрточных кодов (иногда в сочетании с кодами Рида-Соломона), а также турбо-коды и LDPC-коды.

## Множественный доступ
Для обеспечения возможности одновременного использования спутникового ретранслятора несколькими пользователями применяют системы множественного доступа:
- множественный доступ с частотным разделением — при этом каждому пользователю предоставляется отдельный диапазон частот.

- множественный доступ с временны́м разделением — каждому пользователю предоставляется определённый временной интервал (таймслот), в течение которого он производит передачу и прием данных.

- множественный доступ с кодовым разделением — при этом каждому пользователю выдаётся кодовая последовательность, ортогональная кодовым последовательностям других пользователей. Данные пользователя накладываются на кодовую последовательность таким образом, что передаваемые сигналы различных пользователей не мешают друг другу, хотя и передаются на одних и тех же частотах.

Кроме того, многим пользователям не требуется постоянный доступ к спутниковой связи. Этим пользователям канал связи (таймслот) выделяется по требованию с помощью технологии DAMA (Demand Assigned Multiple Access — множественный доступ с предоставлением каналов по требованию).

## Применение спутниковой связи

### Магистральная спутниковая связь
Изначально возникновение спутниковой связи было продиктовано потребностями передачи больших объёмов информации. Первой системой спутниковой связи стала система Intelsat, затем были созданы аналогичные региональные организации (Eutelsat, Arabsat и другие). С течением времени доля передачи речи в общем объёме магистрального трафика постоянно снижалась, уступая место передаче данных.
С развитием волоконно-оптических сетей последние начали вытеснять спутниковую связь с рынка магистральной связи.

### Системы VSAT
Системы VSAT (Very Small Aperture Terminal — терминал с очень маленькой апертурой) предоставляют услуги спутниковой связи клиентам (как правило, небольшим организациям), которым не требуется высокая пропускная способность канала . Скорость передачи данных для VSAT-терминала обычно не превышает 2048 кбит/с.
Слова «очень маленькая апертура» относятся к размерам антенн терминалов по сравнению с размерами более старых антенн магистральных систем связи. VSAT-терминалы, работающие в C-диапазоне, обычно используют антенны диаметром 1,8-2,4 м, в Ku-диапазоне — 0,75-1,8 м.
В системах VSAT применяется технология предоставления каналов по требованию.

### Системы подвижной спутниковой связи
Особенностью большинства систем подвижной спутниковой связи является маленький размер антенны терминала, что затрудняет прием сигнала. Для того, чтобы мощность сигнала, достигающего приёмника, была достаточной, применяют одно из двух решений:
- Спутники располагаются на геостационарной орбите. Поскольку эта орбита удалена от Земли на расстояние 35786 км[26], на спутник требуется установить мощный передатчик. Этот подход используется системой Inmarsat (основной задачей которой является предоставление услуг связи морским судам) и некоторыми региональными операторами персональной спутниковой связи (например, Thuraya[27]).

- Множество спутников располагается на наклонных или полярных орбитах. При этом требуемая мощность передатчика не так высока, и стоимость вывода спутника на орбиту ниже. Однако такой подход требует не только большого числа спутников, но и разветвленной сети наземных коммутаторов. Подобный метод используется операторами Iridium , Globalstar и Гонец.

С операторами персональной спутниковой связи конкурируют операторы сотовой связи. Как Globalstar, так и Iridium испытывали серьёзные финансовые затруднения, которые довели Iridium до реорганизационного банкротства в 1999 г., но в настоящее время компания справилась с ситуацией и готовится вывести спутниковую группировку второго поколения.
В декабре 2006 года был запущен экспериментальный геостационарный спутник Кику-8 с рекордно большой площадью антенны, который предполагается использовать для отработки технологии работы спутниковой связи с мобильными устройствами, не превышающими по размерам сотовые телефоны.

### Спутниковый Интернет
Спутниковая связь находит применение в организации «последней мили» (канала связи между интернет-провайдером и клиентом), особенно в местах со слабо развитой инфраструктурой.
Особенностями такого вида доступа являются:
- Разделение входящего и исходящего трафика и привлечение дополнительных технологий для их совмещения. Поэтому такие соединения называют асимметричными.
- Одновременное использование входящего спутникового канала несколькими (например 200-ми) пользователями: через спутник одновременно передаются данные для всех клиентов «вперемешку», фильтрацией ненужных данных занимается клиентский терминал (по этой причине возможна «Рыбалка со спутника»).

По типу исходящего канала различают:
- Терминалы, работающие только на прием сигнала (наиболее дешёвый вариант подключения). В этом случае для исходящего трафика необходимо иметь другое подключение к Интернету, поставщика которого называют наземным провайдером. Для работы в такой схеме привлекается туннелирующее программное обеспечение, обычно входящее в поставку терминала. Несмотря на сложность (в том числе сложность в настройке), такая технология привлекательна большой скоростью по сравнению с dial-up за сравнительно небольшую цену.
- Приемо-передающие терминалы. Исходящий канал организуется узким (по сравнению со входящим). Оба направления обеспечивает одно и то же устройство, и поэтому такая система значительно проще в настройке (особенно если терминал внешний и подключается к компьютеру через интерфейс Ethernet). Такая схема требует установки на антенну более сложного (приемо-передающего) конвертера.

И в том, и в другом случае данные от провайдера к клиенту передаются, как правило, в соответствии со стандартом цифрового вещания DVB, что позволяет использовать одно и то же оборудование как для доступа в сеть, так и для приема спутникового телевидения.

## Недостатки спутниковой связи

### Слабая помехозащищённость
Огромные расстояния между земными станциями и спутником являются причиной того, что отношение сигнал/шум на приёмнике очень невелико (гораздо меньше, чем для большинства радиорелейных линий связи). Для того, чтобы в этих условиях обеспечить приемлемую вероятность ошибки, приходится использовать большие антенны, малошумящие элементы и сложные помехоустойчивые коды. Особенно остро эта проблема стоит в системах подвижной связи, так как в них есть ограничения на размер антенны, её направленные свойства и, как правило, на мощность передатчика.

### Влияние атмосферы
На качество спутниковой связи оказывают сильное влияние эффекты в тропосфере и ионосфере.

#### Поглощение в тропосфере
Степень поглощения сигнала атмосферой находится в зависимости от его частоты. Максимумы поглощения приходятся на 22,3 ГГц (резонанс водяных паров) и 60 ГГц (резонанс кислорода). В целом, поглощение существенно сказывается на распространении сигналов с частотой выше 10 ГГц (то есть, начиная с Ku-диапазона). Кроме поглощения, при распространении радиоволн в атмосфере присутствует эффект замирания, причиной которому является разница в коэффициентах преломления различных слоёв атмосферы.

#### Ионосферные эффекты
Эффекты в ионосфере обусловлены флуктуациями распределения свободных электронов. К ионосферным эффектам, влияющим на распространение радиоволн, относят мерцание, поглощение, задержку распространения, дисперсию, изменение частоты, вращение плоскости поляризации. Все эти эффекты ослабляются с увеличением частоты. Для сигналов с частотами, большими 10 ГГц, их влияние невелико.
| Эффект                                     | 100 МГц     | 300 МГц     | 1 ГГц    | 3 ГГц     | 10 ГГц     |
| ------------------------------------------ | ----------- | ----------- | -------- | --------- | ---------- |
| Вращение плоскости поляризации             | 30 оборотов | 3,3 оборота | 108°     | 12°       | 1,1°       |
| Дополнительная задержка сигнала            | 25 мс       | 2,8 мс      | 0,25 мс  | 28 нс     | 2,5 нс     |
| Поглощение в ионосфере (на полюсе)         | 5 дБ        | 1,1 дБ      | 0,05 дБ  | 0,006 дБ  | 0,0005 дБ  |
| Поглощение в ионосфере (в средних широтах) | <1 дБ       | 0,1 дБ      | <0,01 дБ | <0,001 дБ | <0,0001 дБ |

Сигналы с относительно низкой частотой (L-диапазон и частично C-диапазон) страдают от ионосферного мерцания, возникающего из-за неоднородностей в ионосфере. Результатом этого мерцания является постоянно меняющаяся мощность сигнала.

### Задержка распространения сигнала
Проблема задержки распространения сигнала так или иначе затрагивает все спутниковые системы связи. Наибольшей задержкой обладают системы, использующие спутниковый ретранслятор на геостационарной орбите. В этом случае задержка, обусловленная конечностью скорости распространения радиоволн, составляет примерно 250 мс, а с учётом мультиплексирования, коммутации и задержек обработки сигнала общая задержка может составлять до 400 мс.
Задержка распространения наиболее нежелательна в приложениях реального времени, например, в телефонной и видеосвязи. При этом, если время распространения сигнала по спутниковому каналу связи составляет 250 мс, разница во времени между репликами абонентов не может быть меньше 500 мс.
В некоторых системах (например, в системах VSAT, использующих топологию «звезда») сигнал дважды передается через спутниковый канал связи (от терминала к центральному узлу, и от центрального узла к другому терминалу). В этом случае общая задержка удваивается.

### Влияние солнечной интерференции
При приближении Солнца к оси «спутник — наземная станция» радиосигнал, принимаемый со спутника наземной станцией, как и подаваемый на спутник, искажается в результате интерференции.